# Понсе (Порторико)
Понсе (шп. Ponce) је општина у америчкој острвској територији Порторико, острвској држави Кариба.

## Демографија
По попису из 2010. године број становника је 166.327, што је 20.148 (-10,8%) становника мање него 2000. године.
| Група             | 2000.           | 2010.           |
| Белци             | 1.382 (0,7%)    | 1.042 (0,6%)    |
| Афроамериканци    | 9.924 (5,3%)    | 14.896 (9,0%)   |
| Азијати           | 247 (0,1%)      | 296 (0,2%)      |
| Хиспаноамериканци | 184.602 (99,0%) | 164.955 (99,2%) |
| Укупно            | 186.475         | 166.327         |